# Гершичі
Гершичі (словен. Geršiči) — поселення в общині Метлика, регіон Південно-Східна Словенія, Словенія.